# M/Y Gersime
M/Y Gersime är en salongsmotorbåt, som ritades av Zaké Westin och byggdes 1911 på Åbo Båtvarf.
M/Y Gersime byggdes för Harry Axelsson Iohnson, som gav henne namnet Gersime. Gersime är i den nordiska mytologin dotter till Freja och hennes förre make Od. Senare ägare har döpt henne till Est Marie II och Marie, och senast åter till Gersime.
Hon är k-märkt av Sjöhistoriska museet i Stockholm.